# Ambush - L'imboscata
Ambush - L'imboscata (Ambush) è un film statunitense del 2023 diretto da Mark Burman.

## Trama
Durante la Guerra del Vietnam, un gruppo di soldati in missione per recuperare il materiale per l'Intelligence vengono assediati dai Vietcong dappertutto anche nei tunnel sotterranei.